# دمامة
الدَّمَّامة هو جنس من المحار في المياه المالحة ، الرخويات البحرية ذات الصدفتين من فصيلة السماليات. أنواعها المعروفة منتشرة من شواطئ الهند إلى شواطئ جزر الزابج وأوقيانية وأمريكة الشمالية. أصدافها شبه صيوانية الشكل. لامعة يكثر فيها الأحمر والجؤوي يتخلله الأخضر والأصفر. لحومها مأكولة جيدة الصنف.